# Жиганський улус
Жиганський улус (якут. Эдьигээн улууһа, рос. Жиганский район) — муніципальний район у центральній частині Республіки Саха (Якутія). Адміністративний центр — с-ще Жиганськ. Утворений у 1930 році.

## Населення
Населення району становить 4 291 особа (2013).

## Адміністративний поділ
Район адміністративно поділяється на 4 муніципальних утворення, що об'єднують 4 села.